# Noémie Merlantová
Noémie Merlantová (* 27. listopadu 1988 Paříž) je francouzská herečka.
Je pařížskou rodačkou, ale vyrůstala v Rezé na západě Francie. Od dětství se věnovala tanci, po maturitě cestovala po světě jako modelka a v roce 2008 hrála menší roli v americkém filmu Death in Love. V roce 2011 absolvovala soukromou hereckou školu Cours Florent. O rok později se objevila v televizním seriálu Julie Lescautová a v roce 2013 byla zařazena do výběru hereckých nadějí Talents Cannes. Za roli radikální islamistky ve filmu Le ciel attendra byla v roce 2017 nominována na Césara pro nejslibnější herečku a na cenu Académie des Lumières. Hlavní roli ztvárnila v historickém psychologickém dramatu režisérky Céline Sciammaové Portrét dívky v plamenech. Ve filmu z prostředí pařížské bohémy Curiosa hrála spisovatelku Marie de Régnier.
Věnuje se také zpěvu, v roce 2016 vydala ve spolupráci se skladatelkou Kat May debutový singl „Fate“. Režírovala krátkometrážní film Je suis#unebiche.

## Filmografie
- 2008 Death in Love
- 2010 L'Orpheline avec en plus un bras en moins
- 2011 Když půlnoc dovolí
- 2013 Des lendemains qui chantent
- 2014 Dědicové
- 2015 Un moment d'égarement
- 2016 The Brother
- 2016 Le Ciel attendra
- 2017 Potápění
- 2018 La Fête des mères
- 2018 Le Retour du héros
- 2019 Portrét dívky v plamenech
- 2019 Curiosa
- 2019 Shakira
- 2020 Dobrý člověk
- 2020 Jumbo
- 2021 Paříž, 13. obvod
- 2021 Mi iubita, mon amour